# Australisch kampioenschap tijdrijden voor elite

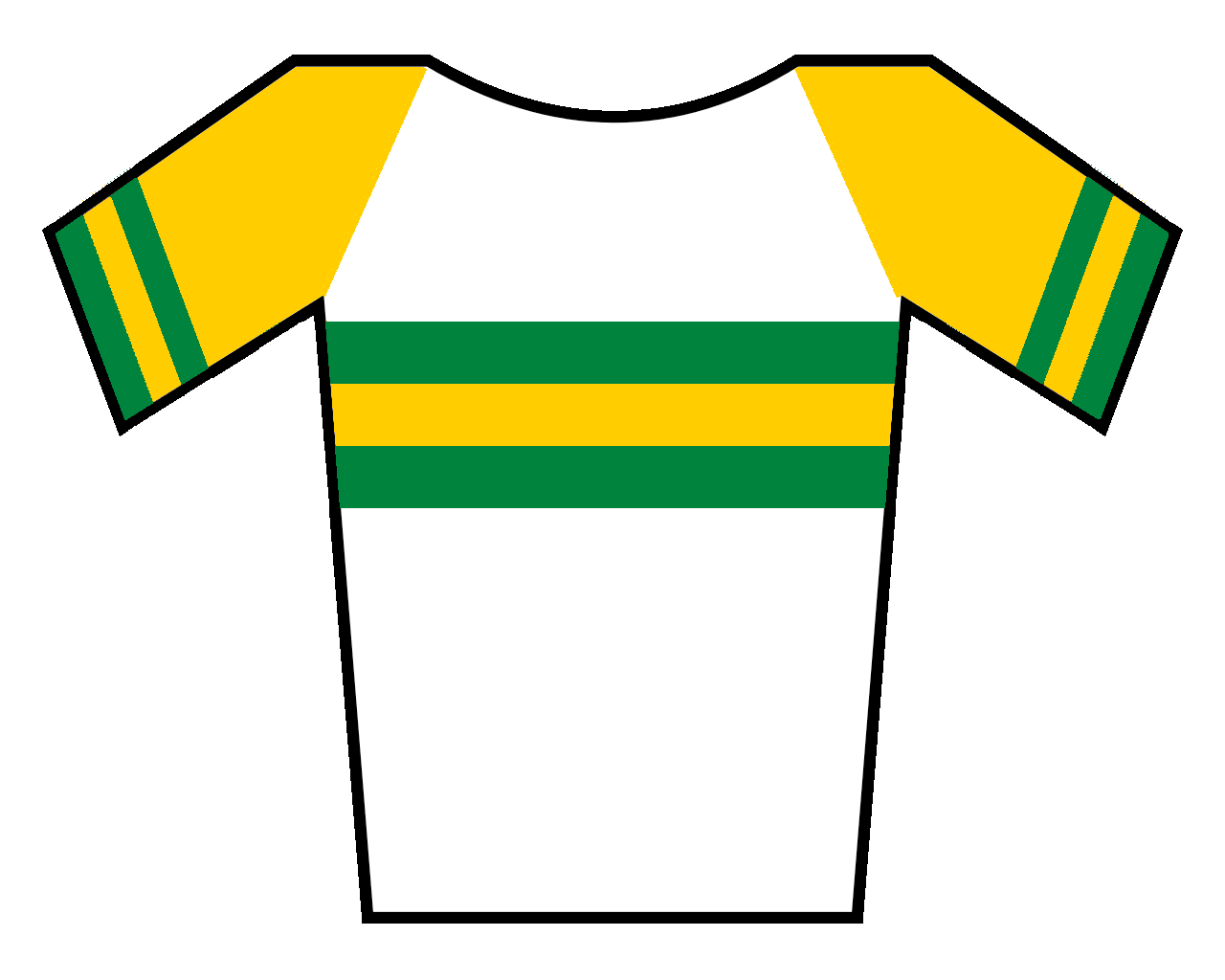
De Australische kampioenentrui

Het Australisch kampioenschap tijdrijden voor elite is een jaarlijkse tijdrit in Australië voor renners met Australische nationaliteit ouder dan 23 jaar en/of lid van een professioneel wielerteam. Er wordt gereden voor de nationale titel.
De tijdrit wordt, net als het kampioenschap op de weg, verreden in januari. Dit in tegenstelling tot veel andere - met name Europese - nationale kampioenschappen die in juni worden verreden.
De meeste zeges op het Australisch kampioenschap zijn behaald door Nathan O'Neill, hij won zeven maal. De huidige Australische kampioen is Jay Vine. Bij de vrouwen is Kathy Watt recordhouder met vijf zeges en Grace Brown is de huidig kampioene.

## Erelijst

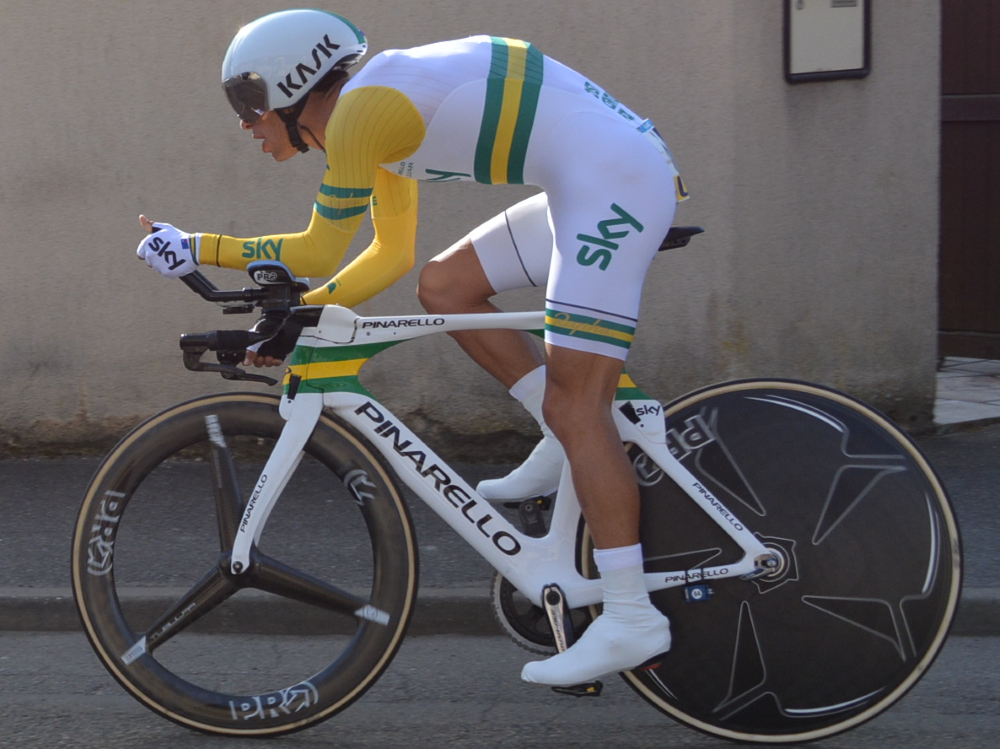
Porte als kampioen in Parijs-Nice 2015

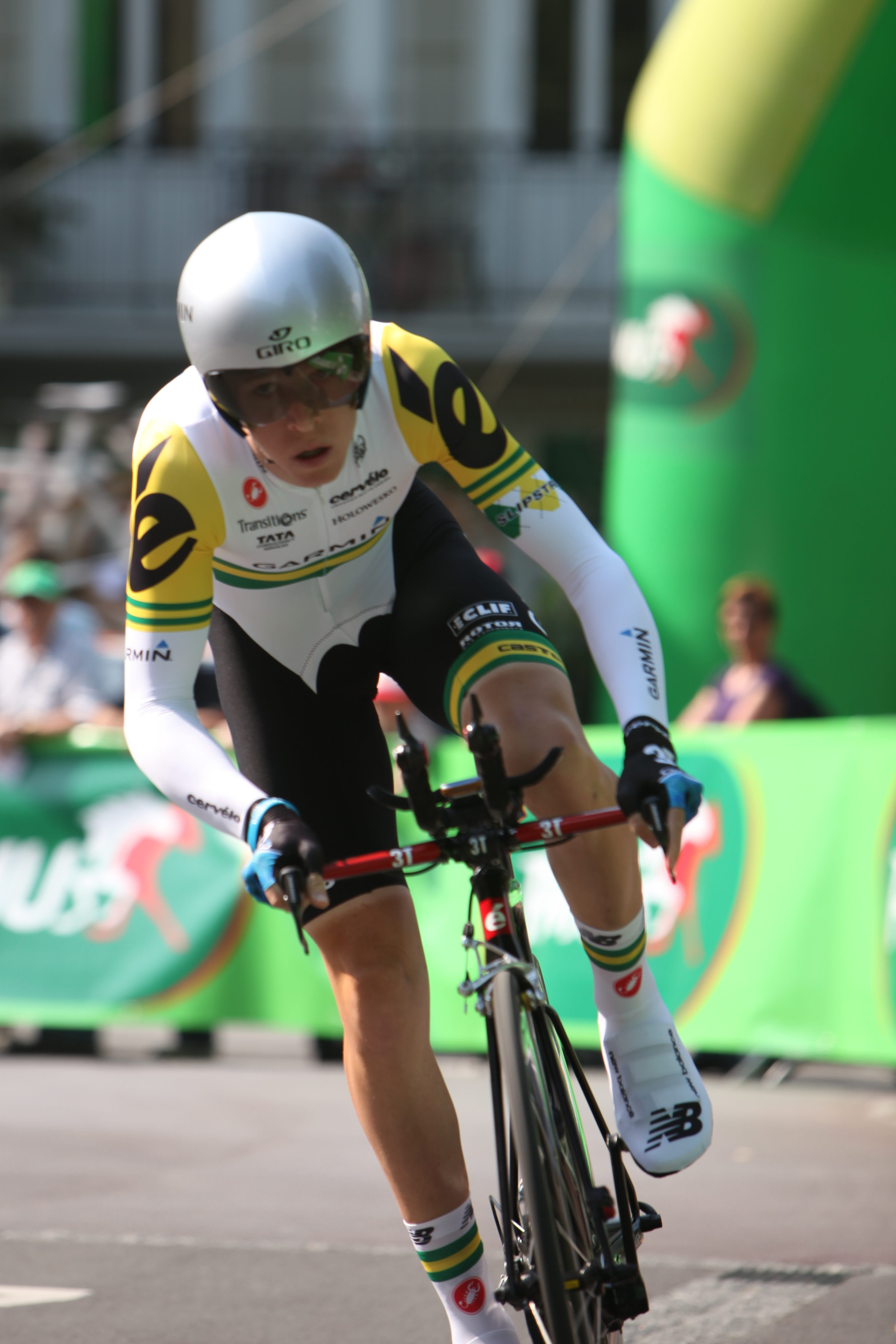
Cameron Meyer won in 2010 en 2011

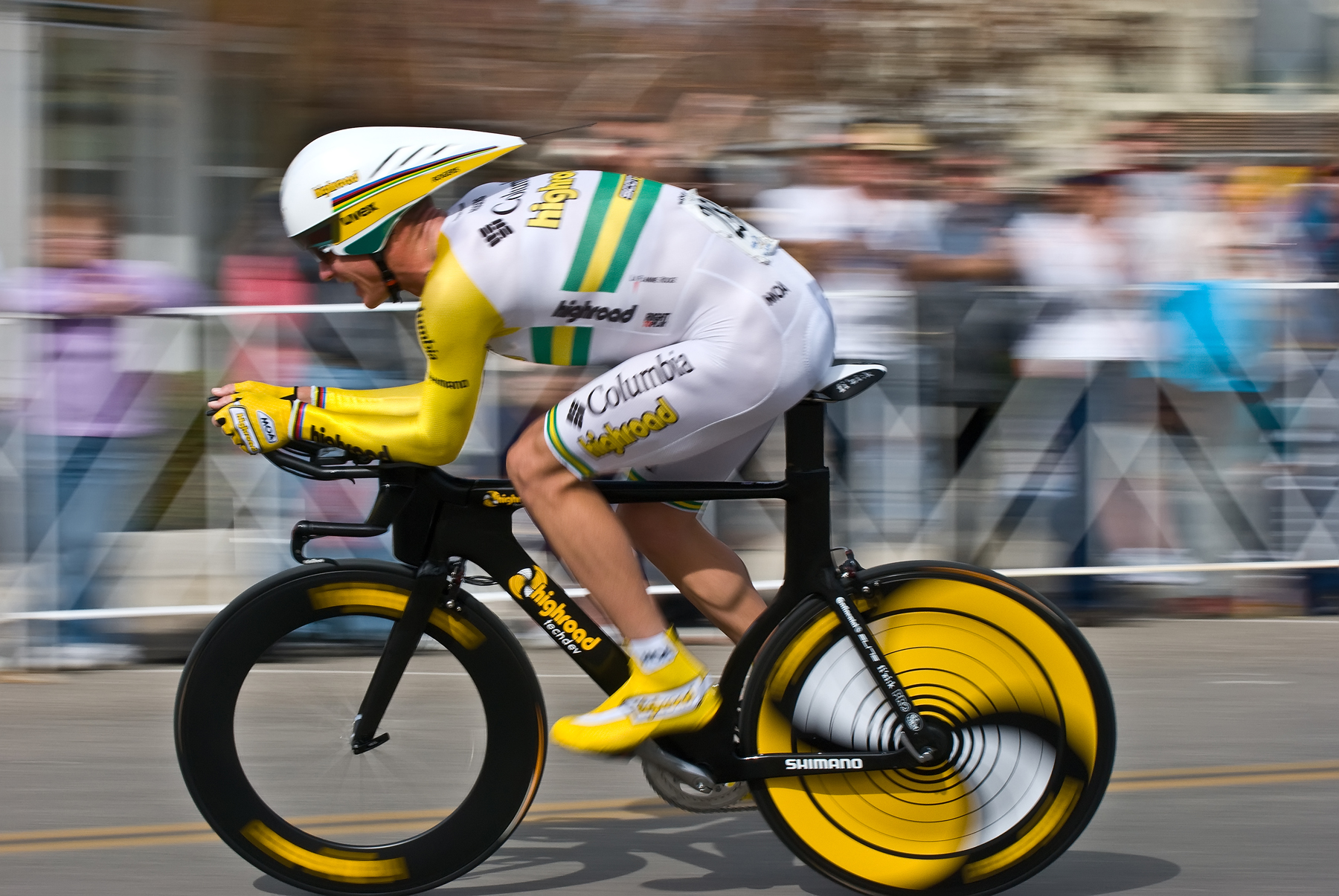
Michael Rogers won in 2009

### Mannen
| Jaar | Plaats        | Winnaar            | 2de             | 3de              |
| 2025 | Perth         | Luke Plapp         | Jay Vine        | Kelland O'Brien  |
| 2024 | Mount Helena  | Luke Plapp         | Chris Harper    | Michael Hepburn  |
| 2023 | Ballarat      | Jay Vine           | Luke Durbridge  | Kelland O'Brien  |
| 2022 | Ballarat      | Rohan Dennis       | Luke Durbridge  | Conor Leahy      |
| 2021 | Ballarat      | Luke Plapp         | Luke Durbridge  | Kelland O'Brien  |
| 2020 | Buninyong     | Luke Durbridge     | Rohan Dennis    | Chris Harper     |
| 2019 | Buninyong     | Luke Durbridge     | Rohan Dennis    | Cameron Meyer    |
| 2018 | Buninyong     | Rohan Dennis       | Luke Durbridge  | Richie Porte     |
| 2017 | Buninyong     | Rohan Dennis       | Luke Durbridge  | Benjamin Dyball  |
| 2016 | Buninyong     | Rohan Dennis       | Richie Porte    | Sean Lake        |
| 2015 | Buninyong     | Richie Porte       | Rohan Dennis    | Jack Bobridge    |
| 2014 | Burrumbeet    | Michael Hepburn    | Luke Durbridge  | Damien Howson    |
| 2013 | Ballarat      | Luke Durbridge     | Rohan Dennis    | Michael Matthews |
| 2012 | Learmonth     | Luke Durbridge     | Cameron Meyer   | Michael Rogers   |
| 2011 | Ballarat      | Cameron Meyer      | Jack Bobridge   | Michael Matthews |
| 2010 | Buninyong     | Cameron Meyer      | John Anderson   | Luke Roberts     |
| 2009 | Buninyong     | Michael Rogers     | Cameron Meyer   | Richie Porte     |
| 2008 | Ballarat      | Adam Hansen        | Rory Sutherland | Ben Day          |
| 2007 | Ballarat      | Nathan O'Neill     | Rory Sutherland | David Pell       |
| 2006 | Mount Torrens | Nathan O'Neill     | Luke Roberts    | Ben Day          |
| 2005 |               | Nathan O'Neill     | Rory Sutherland | Russel Van Hout  |
| 2004 | Ballarat      | Nathan O'Neill     | Peter Milostic  | Luke Roberts     |
| 2003 | Ballarat      | Ben Day            | Michael Rogers  | Adrian Laidler   |
| 2002 |               | Nathan O'Neill     | Michael Rogers  | Ben Day          |
| 2001 |               | Kristjan Snorrason | Denis Mungroven | Russel Van Hout  |
| 2000 | Niet verreden | Niet verreden      | Niet verreden   | Niet verreden    |
| 1999 |               | Jonathan Hall      | Denis Mungroven | Peter Milostic   |
| 1998 |               | Nathan O'Neill     | Tom Leaper      | Tristan Priem    |
| 1997 |               | Jonathan Hall      | Jamie Drew      | Steve Williams   |
| 1996 |               | Nathan O'Neill     | Brett Dennis    | Matthew White    |
| 1995 |               | Matthew White      | Paul Brosnan    | Jonathan Hall    |

### Vrouwen
| Jaar | Winnaar           | 2de              | 3de                |
| 2025 | Brodie Chapman    | Amber Pate       | Anya Louw          |
| 2024 | Grace Brown       | Brodie Chapman   | Georgie Howe       |
| 2023 | Grace Brown       | Georgie Howe     | Brodie Chapman     |
| 2022 | Grace Brown       | Amber Pate       | Lisa Jacob         |
| 2021 | Sarah Gigante     | Grace Brown      | Nicole Frain       |
| 2020 | Sarah Gigante     | Grace Brown      | Emily Herfoss      |
| 2019 | Grace Brown       | Gracie Elvin     | Kate Perry         |
| 2018 | Katrin Garfoot    | Lucy Kennedy     | Shara Gillow       |
| 2017 | Katrin Garfoot    | Shara Gillow     | Kate Perry         |
| 2016 | Katrin Garfoot    | Shara Gillow     | Tiffany Cromwell   |
| 2015 | Shara Gillow      | Bridie O'Donnell | Taryn Heather      |
| 2014 | Felicity Wardlaw  | Shara Gillow     | Bridie O'Donnell   |
| 2013 | Shara Gillow      | Grace Sulzberger | Felicity Wardlaw   |
| 2012 | Shara Gillow      | Taryn Heather    | Bridie O'Donnell   |
| 2011 | Shara Gillow      | Taryn Heather    | Ruth Corset        |
| 2010 | Amber Halliday    | Bridie O'Donnell | Carly Light        |
| 2009 | Carla Ryan        | Alexis Rhodes    | Kathy Watt         |
| 2008 | Bridie O'Donnell  | Sara Carrigan    | Alexis Rhodes      |
| 2007 | Carla Ryan        | Kathy Watt       | Toireasa Gallagher |
| 2006 | Kathy Watt        | Sara Carrigan    | Natalie Bates      |
| 2005 | Oenone Wood       | Sara Carrigan    | Amy Gillett        |
| 2004 | Oenone Wood       | Sara Carrigan    | Kathy Watt         |
| 2003 | Sara Carrigan     | Olivia Gollan    | Oenone Wood        |
| 2002 | Sara Carrigan     | Anna Millward    | Hayley Rutherford  |
| 2001 | Anna Millward     | Alison Wright    | Sara Carrigan      |
| 2000 | Tracey Gaudry     | Anna Millward    | Kristy Scrymgeour  |
| 1999 | Kristy Scrymgeour | Kathy Watt       | Tracey Gaudry      |
| 1998 | Anna Millward     | Kathy Watt       | Jodie Brewer       |
| 1997 | Anna Millward     | Kathy Watt       | Ellie Kennedy      |
| 1996 | Kathy Watt        | Anna Millward    | Lynn Nixon         |
| 1995 | Tracey Watson     | Kathy Watt       | Melissa Berryman   |
| 1994 | Kathy Watt        |                  |                    |
| 1993 | Kathy Watt        |                  |                    |
| 1992 | Kathy Watt        |                  |                    |